# Indigofera pseudoevansii
Indigofera pseudoevansii är en ärtväxtart som beskrevs av Olive Mary Hilliard och Brian Laurence Burtt. Indigofera pseudoevansii ingår i släktet indigosläktet, och familjen ärtväxter. Inga underarter finns listade i Catalogue of Life.